# Сидоров, Аким
Аки́м Си́доров (рум. Achim Sidorov; 24 августа 1936, Кришан) — румынский гребец-каноист, выступал за сборную Румынии в конце 1950-х — середине 1960-х годов. Участник летних Олимпийских игр в Токио, чемпион мира, двукратный чемпион Европы, победитель многих регат национального и международного значения.

## Биография
Аким Сидоров родился 24 августа 1936 года в коммуне Кришан, жудец Тулча.
Первого серьёзного успеха на взрослом международном уровне добился в 1958 году, когда попал в основной состав румынской национальной сборной и побывал на чемпионате мира в Праге, откуда привёз награду серебряного достоинства, выигранную в зачёте двухместных каноэ на дистанции 10000 метров совместно с Лавренти Калиновым — лучше них финишировал только советский экипаж Степана Ощепкова и Александра Силаева. Год спустя выступил на чемпионате Европы в западногерманском Дуйсбурге, где получил серебро и бронзу в двойках на тысяче и десяти тысячах метрах соответственно.
В 1961 году на европейском первенстве в польской Познани одержал победу в программе байдарок-двоек на десятикилометровой дистанции. Через два года соревновался на первенстве мира в югославском Яйце (здесь также разыгрывалось европейское первенство) и в паре с Алексе Йаковичи победил в двойках на тысяче метрах, став таким образом чемпионом мира и двукратным чемпионом Европы. 
Будучи одним из лидеров гребной команды Румынии, благополучно прошёл квалификацию на летние Олимпийские игры 1964 года в Токио — стартовал здесь в программе каноэ-двоек на тысяче метрах вместе с напарником Игором Липалитом и занял в финале пятое место, отстав от победившего экипажа из СССР более чем на пять секунд.
После токийской Олимпиады Аким Сидоров ещё в течение некоторого времени оставался в основном составе румынской национальной сборной и продолжал принимать участие в крупнейших международных регатах. Так, в 1965 году он представлял страну на домашнем чемпионате Европы в Бухаресте, где стал серебряным призёром среди каноэ-двоек в десятикилометровой гонке. Вскоре по окончании этих соревнований принял решение завершить карьеру спортсмена, уступив место в сборной молодым румынским гребцам.